# Řád Vilémův
Řád Vilémův (německy Wilhelm-Orden) byl pruský řád. Založil ho 18. ledna 1896 německý císař a pruský král Vilém II. na připomínku svého děda, prvního německého císaře Viléma I.
Řád byl zřídka kdy udělován, jedním z prvních držitelů byl bývalý říšský kancléř Otto von Bismarck.

## Vzhled řádu
Odznakem je zlatý kulatý medailon obehnaný vavřínovým věncem. V bodech styku věnce s medailonem jsou umístěn tlapaté kříže. Na medailonu je zobrazena hlava Viléma I., okolo ní pak nápis WILHELM KOENIG VON PREUSSEN (Vilém, král pruský).
K řádu patří také zlatý řádový řetěz, na jehož článcích je vyznačeno heslo řádu WIRKE IM ANDENKEN AN KAISER WILHELM DEN GROSSEN (Čiň na památku císaře Viléma Velikého).
Autory odznaku jsou Emil Weigand a Otto Schultz.